# Paranebalia
Paranebalia – rodzaj cienkopancerzowców z rodziny Paranebaliidae.
Rodzaj utworzony w 1880 roku przez Carla F.W. Clausa. Gatunkiem typowym jest Nebalia longipes.
Pancerzowce z dwuklapkowym karapaksem. Oczy mają opatrzone ząbkami lub innymi kutykularnymi wypustkami, a czułki drugiej pary pozbawione ząbków czy kolców na trzonku i biczyku. Żuwaczki ich mają szczoteczkę szczecinek na incisorze i duży dodatkowy wyrostek molarny. Odnóża tułowiowe cylindryczne, zbliżone długościami, wyraźnie wystające poza brzuszny brzeg karapaksu. Pary odnóży odwłokowych od 1 do 4 mają piłkowane tylne krawędzie protopodiów. Grzbietowa strona krawędzi szóstego i siódmego pleonitu jest ząbkowana.
Przedstawiciele rodzaju zasiedlają kamienie i martwe korale na plażach lagun, zgrupowania glonów oraz gąbki i resztki muszli na podłożach piaszczystych i mulistych.
Należą tu 3 opisane gatunki:
- Paranebalia ayalai Escobar-Briones et Durand, 2004
- Paranebalia belizensis Modlin, 1991
- Paranebalia longipes (Willemoes-Suhm, 1875)